# نيك بينتون
نيك بينتون (29 يونيو 1991 في أستراليا - ) (بالإنجليزية: Nick Benton)‏ هو لاعب كريكت أسترالي. لعب مع فريق جنوب أستراليا للكريكت ‏.

## وصلات خارجية
- نيك بينتون على موقع إي آس بي آن كريك إنفو (الإنجليزية)